# حرق سفارة الولايات المتحدة في إسلام أباد 1979
في 21 نوفمبر 1979، أفادت إحدى محطات الإذاعة أن الولايات المتحدة قصفت الحرم المكي الشريف في مكة، مما أثار غضب الشعب الباكستاني الذي اقتحم السفارة الأمريكية في إسلام أباد، وأحرقوها بالكامل. تعرض المسجد الحرام لهجوم إرهابي، لكن الولايات المتحدة لم تشارك فيه. نجا الدبلوماسيون الأمريكيون الذين اختبئوا في منطقة معززة. قُتل في الهجوم العريف ستيفن كراولي، حارس أمن مشاة البحرية البالغ من العمر 20 عامًا، والمساعد بريان إليس، 30 عامًا، واثنان من الموظفين الباكستانيين.

## الأحداث
بعد أن بدأت المملكة العربية السعودية، التي لديها عقيدة وهابية للدولة، في رعاية التبرعات الدينية في البلاد، أصبحت الإسلاموية لديها شعبية في باكستان. في عام 1977، أطاح رئيس أركان الجيش محمد ضياء الحق برئيس الوزراء العلماني ذو الفقار علي بوتو وأعدمه في انقلاب عام 1977 وبدأ تطبيق الشريعة الإسلامية.
في 20 نوفمبر 1979، استولى زعيم مجموعة متعصبة إسلامية سعودية على المسجد في مكة. شملت مطالب المجموعة دعوات لقطع صادرات النفط إلى الولايات المتحدة وطرد جميع الخبراء المدنيين والعسكريين الأجانب من شبه الجزيرة العربية. ومع ذلك، كان هناك ارتباك حول من نفذ الهجوم، واتهم المرشد الأعلى الإيراني روح الله الخميني الولايات المتحدة وإسرائيل. وكررت وسائط الإعلام هذا البيان صباح يوم 21 نوفمبر. ذكرت إذاعة صوت أمريكا أن الرئيس الأمريكي جيمي كارتر أرسل حاملة طائرات تابعة للبحرية الأمريكية إلى المحيط الهندي استجابة لأزمة الرهائن الإيرانية المستمرة.
تم التخطيط لعملية الاستيلاء بشكل أساسي من قبل الطلاب في جامعة القائد الأعظم، حيث فازت الجماعة الإسلامية، مؤخرًا في انتخابات المجموعات الطلابية. هتف المتظاهرون بشعارات معادية لأمريكا. ويبدو للوهلة الأولى أن هذا الحدث كان بمثابة احتجاج صغير خارج جدران السفارة. وفي وقت لاحق، وصلت الحافلات المليئة بمؤيدي الجماعة الإسلامية إلى البوابة. بدأ مئات الأشخاص في قلب الجدار، في محاولة لسحبه إلى أسفل بحبل. وفقا لموظفي السفارة البريطانية المجاورة، كان هناك ما يصل إلى 1،500 متظاهر.
حاولت الشرطة الباكستانية إطلاق النار على المتظاهرين لتفريقهم. قُتل اثنان من المحتجين وأصيب 70 آخرون.
وفقًا لتحقيق أجرته الولايات المتحدة، يعتقد المتظاهرون أن أحد مشاة البحرية الأمريكية على سطح السفارة أطلق النار أولاً، بعد أن إرتدت رصاصة أطلقها الغوغاء على قفل البوابة وأصابت محتجين آخرين. جندي مشاة البحرية ستيف كراولي البالغ من العمر 20 عامًا أصيب برصاصة وتم نقله إلى قبو الاتصالات الآمن بالسفارة مع أشخاص آخرين يعملون في السفارة.
اقتحم البلطجية المجمع وأضرموا النار في الطابق السفلي من مبنى السفارة بزجاجة حارقة. على الرغم من أن مشاة البحرية استخدموا الغاز المسيل للدموع ضد المتظاهرين، إلا أن مسؤولي السفارة رفضوا استخدام القوة المميتة. تم احتجاز العديد من المدنيين الأمريكيين كرهائن في مقر السفارة من قبل الغوغاء الذين كانوا يعتزمون إعادتهم إلى الحرم الجامعي لمحاكمات كاذبة بالتجسس، لكن الشرطة الباكستانية أنقذتهم.
وأنقذ الجنود الباكستانيون حوالي 100 شخص كانوا محاصرين في قبو السفارة لمدة خمس ساعات. يمكن الوصول إلى السقف عبر المخبأ. هبط الجيش الباكستاني المروحية على السطح، وصد المتظاهرين، وأنقذ موظفي السفارة الأمريكية.

## ثبت المراجع
ملاحظات
1. ↑  سفارات الولايات المتحدة.. تاريخ طويل من الاعتداءات والدماء نسخة محفوظة 27 سبتمبر 2013 على موقع واي باك مشين.
2. ↑  Barr 2004، صفحة A20
3. ↑  Wright 2006، صفحة 92
4. ↑  Graham Hovey (22 نوفمبر 1979). "Troops Rescue 100 in Islamabad; U.S. Offices Are Burned in 2 Cities". نيويورك تايمز. مؤرشف من الأصل في 2021-11-20.

مراجع
- Barr، Cameron W. (27 نوفمبر 2004). "A Day of Terror Recalled". واشنطن بوست. مؤرشف من الأصل في 2009-09-04. اطلع عليه بتاريخ 2014-06-17.
- Coll، Steve (2005). Ghost Wars: The Secret History of the CIA, Afghanistan and Bin Laden (ط. 2005). دار بنجوين للنشر. ISBN:9780141935799. مؤرشف من الأصل في 2022-06-14. - Total pages: 736
- Wright، Lawrence (2006). The Looming Tower (ط. 2006). راندوم هاوس. ISBN:9780307266088. - Total pages: 469